# ساوتلیک (تگزاس)
ساوتلیک، تگزاس(به انگلیسی: Southlake, Texas) شهری در ایالت تگزاس از ایالات جنوبی ایالات متحده آمریکا است. در سرشماری سال ۲۰۰۰، جمعیت این شهر ۲۱۵۱۹ نفر اعلام شد.